# Coelidia
Coelidia  (лат.) — род прыгающих насекомых из семейства цикадок (Cicadellidae). Южная Америка. Длина 6-11 мм (самки крупнее). Скутеллюм короткий, его длина больше длины пронотума. Голова мелкая (передний край угловатый), много уже пронотума; лоб широкий. Глаза относительно крупные, полушаровидные. Клипеус длинный и широкий. Эдеагус асимметричный, длинный, с 1-2 субапикальными шипиками. Сходны по габитусу с Triquetolidia, отличаясь деталями строения гениталий. Род включают в состав подсемейства Coelidiinae.
- Coelidia aculeata Nielson 1996
- Coelidia apicalis Graaf, Six & Snellen 1862
- Coelidia artemisiae Becker 1865
- Coelidia atkinsoni Distant 1908
- Coelidia atra Walker 1851
- Coelidia attenuata Nielson 1982
- Coelidia aubei  Signoret 1858
- Coelidia australis  Walker 1851
- Coelidia bulbata  Nielson 1982
- Coelidia cochloea  Nielson 1983
- Coelidia costalis  Walker 1851
- Coelidia egregius  Schumacher 1915
- Coelidia flavostriatus  Melichar 1905
- Coelidia flavotaeniata  Stål 1858
- Coelidia fuscata Gmelin 1789
- Coelidia germari  Nielson 1982
- Coelidia gladia  Nielson 1983
- Coelidia gorgonensis  Nielson 1982
- Coelidia guttatus  Walker 1851
- Coelidia insularis  Matsumura 1914
- Coelidia knoblockii  Hummel 1825
- Coelidia lineolifer  Walker 1870
- Coelidia longinus  Jacobi 1941
- Coelidia maldivensis  Distant 1908
- Coelidia mindanaoensis  Merino 1936
- Coelidia niger Spångberg 1878
- Coelidia panamensis  Nielson 1983
- Coelidia perlatus  Burmeister 1838
- Coelidia puerpera  Costa 1834
- Coelidia quadriverrucata  Fabricius 1794
- Coelidia retrorsa Nielson 1983
- Coelidia semiflava Lethierry 1881
- Coelidia sexpunctatus Costa 1834
- Coelidia signatipennis Linnavuori 1956
- Coelidia signoreti Spångberg 1878
- Coelidia simplex Nielson 1983
- Coelidia stalii Spångberg 1878
- Coelidia tornowii Bréthes 1904
- Coelidia tortula Nielson 1983
- Coelidia venosa Germar, 1821 typus